# Walentin Wassiljewitsch Bondarenko
Walentin Wassiljewitsch Bondarenko (russisch Валентин Васильевич Бондаренко, wiss. Transliteration Valentin Vasil'evič Bondarenko; * 16. Februar 1937 in Charkow, Ukrainische SSR; † 23. März 1961 in Moskau) war ein ukrainisch-sowjetischer Kampfpilot und Raumfahreranwärter. Er wurde 1960 für den Einsatz bei einem Weltraumflug mit dem Wostok-Raumschiff ausgewählt und gehörte der sogenannten „Kosmonautengruppe Nr. 1“ an. Bei seiner Ankunft im Sternenstädtchen, dem Ausbildungszentrum der sowjetischen Kosmonauten, war er mit einem Alter von 23 Jahren der jüngste Mann, der jemals zum Training für einen Raumflug ausgewählt wurde.
Am 23. März 1961 wurde Bondarenko im Zuge der Vorbereitungen Opfer eines tödlichen Unfalls. Am Ende des zehnten Tages eines für fünfzehn Tage geplanten Trainingsaufenthaltes in einer Druckkabine im Moskauer Institut für Luft- und Raumfahrtmedizin legte er die an seinem Körper befestigten medizinischen Sensoren ab und wischte die Stellen, an denen sie befestigt waren, mit in Alkohol getränkten Wattebäuschen ab. Fahrlässigerweise warf er diese über eine offene Heizspirale, auf der er sich Wasser für Tee erhitzte, in Richtung Abfallkorb. Einer von diesen fiel dabei auf die heiße Heizspirale – eine gravierende Sicherheitslücke, die erst durch diesen Vorfall aufgedeckt werden sollte – und entzündete sich. Anschließend versuchte er, die noch begrenzte kleine Flamme mit dem Ärmel seines wollenen Trainingsanzuges auszudrücken. Wegen der reinen Sauerstoffatmosphäre in der hermetisch verschlossenen Kabine entzündete sich in Sekundenschnelle Bondarenkos Kleidung. Aufgrund des hohen Druckunterschiedes konnte die Kabine nicht sofort geöffnet werden. Als dies schließlich gelang, hatte Bondarenko bereits 90-prozentige Verbrennungen erlitten. Er verstarb wenige Stunden später in einem Krankenhaus. Er hinterließ eine Frau und einen Sohn. Beigesetzt wurde er in seiner Heimatstadt Charkiw. Die für den Flug von Wostok 1 nominierten Mitglieder der Kosmonautengruppe hielten sich seit 17. März 1961 bereits in Baikonur auf. Die gelegentlich kolportierte Sterbebegleitung Bondarenkos durch Gagarin ist daher eine Legende. 
Wie es in der Sowjetunion üblich war, blieb auch dieser Unfall – und damit auch Bondarenko selbst – von den sowjetischen Medien unerwähnt. Der Vorfall wurde streng geheim gehalten, um das Image der sowjetischen Raumfahrt nicht aufs Spiel zu setzen. Erst 1986 wurden Bondarenko und sein Tod durch eine Publikation in der Zeitung Iswestija publik. Später wurde nach Bondarenko ein Mondkrater benannt.